# 清亮近剑水蚤
清亮近剑水蚤（学名：Tropocyclops candidiusi）为剑水蚤科近剑水蚤属的动物，是中国的特有物种。分布于台湾岛等地，主要生活于湖泊中。